# COA7
COA7 (англ. Cytochrome c oxidase assembly factor 7 (putative)) – білок, який кодується однойменним геном, розташованим у людей на 1-й хромосомі. Довжина поліпептидного ланцюга білка становить 231 амінокислот, а молекулярна маса — 25 709.
| 10         |  | 20         |  | 30         |  | 40         |  | 50         |
| ---------- |  | ---------- |  | ---------- |  | ---------- |  | ---------- |
| MAGMVDFQDE |  | EQVKSFLENM |  | EVECNYHCYH |  | EKDPDGCYRL |  | VDYLEGIRKN |
| FDEAAKVLKF |  | NCEENQHSDS |  | CYKLGAYYVT |  | GKGGLTQDLK |  | AAARCFLMAC |
| EKPGKKSIAA |  | CHNVGLLAHD |  | GQVNEDGQPD |  | LGKARDYYTR |  | ACDGGYTSSC |
| FNLSAMFLQG |  | APGFPKDMDL |  | ACKYSMKACD |  | LGHIWACANA |  | SRMYKLGDGV |
| DKDEAKAEVL |  | KNRAQQLHKE |  | QQKGVQPLTF |  | G          |  |            |

A: Аланін

C: Цистеїн

D: Аспарагінова кислота

E: Глутамінова кислота

F: Фенілаланін

G: Гліцин

H: Гістидин

I: Ізолейцин

K: Лізин

L: Лейцин

M: Метіонін

N: Аспарагін

P: Пролін

Q: Глутамін

R: Аргінін

S: Серин

T: Треонін

V: Валін

W: Триптофан

Задіяний у такому біологічному процесі, як ацетилювання. 
Локалізований у мітохондрії.